# Municipality of Ashfield
Municipality of Ashfield is een Local Government Area (LGA) in Australië in de staat New South Wales in de agglomeratie van Sydney. Brighton Council telt 41.833 inwoners. De hoofdplaats is Ashfield.